# Reiner Kröhnert

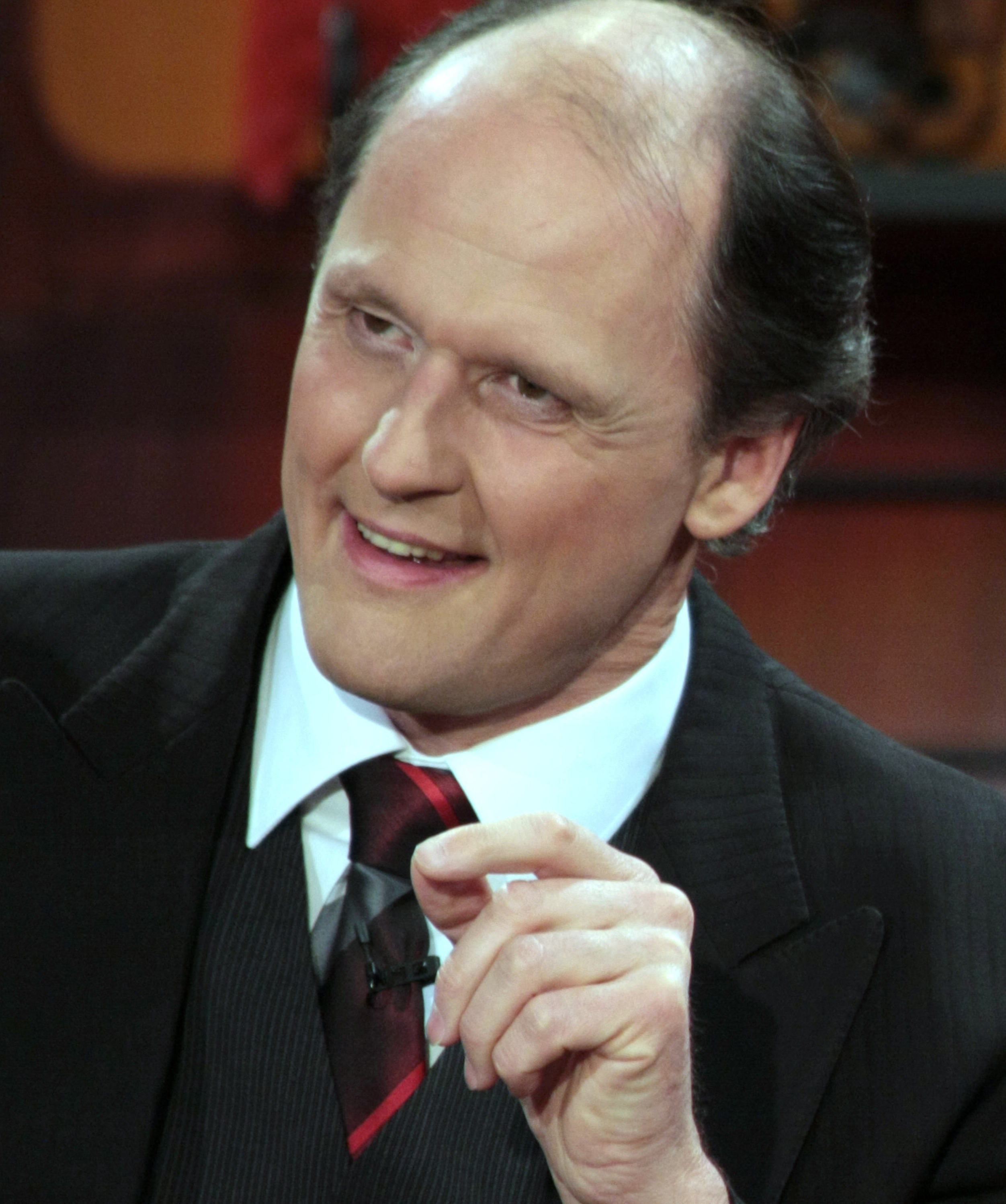
Reiner Kröhnert, 2008

Reiner Kröhnert (* 1958 in Schriesheim) ist ein deutscher Kabarettist und Parodist.

## Werdegang
Im Alter von 19 Jahren besuchte Reiner Kröhnert zunächst die Staatliche Schauspielschule Stuttgart, verließ diese jedoch vorzeitig. Als Assistenz-Fernsehredakteur war er danach mitverantwortlich für die Kindernachrichtensendung Durchblick und wirkte 1979 beim Mannheimer Kabarett Die Dusche mit.
Ein Jahr später bekam er ein Engagement an Dieter Hallervordens Berliner Kabarettbühne Die Wühlmäuse.
Zusammen mit seiner späteren Ehefrau und Managerin Christine ging er 1981 daran, eine eigene Kabarettgruppe namens Stacheldraht aufzubauen. 1983 folgte ein Engagement am Stuttgarter Renitenztheater.
Seinen Werdegang als Solokünstler begann Reiner Kröhnert 1987 mit dem Programm Wer ist eigentlich der Beste?, wofür er 1989 mit dem Oberschwäbischen Kleinkunstpreis Ravensburger Kupferle bedacht wurde. Bereits sein zweites Soloprogramm Reiner flog über's Kuckucksnest wurde 1993 fürs Fernsehen aufgezeichnet. Die in der Folgezeit entstandenen Bühnenprogramme Die Affäre Huhn, Honnis Rache und Sieben gegen Schröder festigten Kröhnerts Ruf als politischer Kabarettist und Parodist.
Reiner Kröhnert wurde mehrfach mit Preisen ausgezeichnet, so wurde er 1997 vom TAK in Hannover zum ersten Preisträger des Gaul von Niedersachsen gekürt. 2002 erhielt er den Saarländischen Kulturpreis Die Goldene Resonanz. Für Angie goes Hollywood, Kröhnerts sechstes Soloprogramm, bekam er 2004 den Kabarettpreis des internationalen Kabarett- und Kleinkunstfestivals Lachmesse, Leipziger Löwenzahn, zugesprochen. November 2017 startete Kröhnerts Bühnenprogramm Kröhnert XXL - Großes Parodistenkino.
Kröhnerts Spezialität sind Parodien dutzender bekannter Politiker und Persönlichkeiten, die in seinen Programmen miteinander in Interaktion treten. In Angie Goes Hollywood schlüpfte er etwa in die Rollen von Erich Böhme, Klaus Kinski, Werner Herzog, Angela Merkel, Norbert Blüm, Friedrich Merz, Franz Müntefering, Gerhard Schröder, Peter Struck, Peter Hintze, Daniel Cohn-Bendit, Edmund Stoiber, Michel Friedman, Otto Graf Lambsdorff und Boris Becker, die er in Sprechweise, Mimik und Gestik nachahmte.
Am 13. Dezember 2014 war er einer der Prominenten auf der Bühne einer Berliner Kundgebung der wegen antiamerikanischen, antisemitischen, rechtsextremen und verschwörungsideologischen Tendenzen kritisierten Mahnwachen für den Frieden.
Reiner Kröhnert lebt seit 1999 in Rheinland-Pfalz und ist Vater dreier Kinder.

## Soloprogramme
- 1987: Wer ist eigentlich der Beste?
- 1991: Reiner flog über’s Kuckucksnest
- 1995: Die Affäre Huhn
- 1998: Honnis Rache
- 2001: Sieben gegen Schröder
- 2004: Angie goes Hollywood
- 2007: Königin der Macht
- 2009: Das Jesus Comeback oder Sind wir noch Papst?
- 2011: Kröhnert’s Krönung
- 2015: Mutti Reloaded
- 2017: Kröhnert XXL - Großes Parodistenkino
- 2019: GeTWITTERcloud
- 2021: Die grösste Rettung aller Zeiten

## Hörbücher
- 2016: Erich Honeckers geheime Tagebücher. Hörbuch Hamburg Verlag, ISBN 978-3-95713-046-4. Autoren: Jorge Nicolás und Sanchez Rodriguez: Hier ist alles Banane.

## Auszeichnungen
- 1989: Ravensburger Kupferle
- 1997: Gaul von Niedersachsen
- 2002: Die Goldene Resonanz
- 2004: Leipziger Löwenzahn | Angie goes Hollywood
- 2022: Kleinkunstpreis Baden-Württemberg (Ehrenpreis des Landes)